# 标点符号
标点符号（英語：punctuation marks），书面上用于标明句读和语气的符号。“标点符号是辅助文字记录语言的符号，是书面语的组成部分，用来表示停顿、语气以及词语的性质和作用。”
西方的標點符號，在16世紀主要有朗誦學派和句法學派兩個學派，主要是由古典時期希臘文和拉丁文演變而來，在17世紀後進入穩定階段。俄文的標點是依希臘文而來，到了18世紀採用西歐的標點方法。
中國古籍印刷中自有標點符號。近人管錫華研究，指出古代中文標點符號發達，近代自歐美舶來了數種標點，與固有符號糅合，漸成今式。日本在8世紀時，在阅读文言文（漢文訓讀）时，会使用訓點（如返點）作为標點。日本在明治维新之后，也将传统句读和西式标点相结合，逐渐形成现代日文标点使用方法。

## 東亞標點符號

### 中文

#### 歷史
中國從先秦時代就已經有標點符號，可以從20世紀以來的考古文物中見到。只不過這些符號沒有統一標準，沒有流傳到後世。
商周时代，中国就已有标点符号萌芽了。在戰國時代的竹簡中，就可以見到「└」型符號，通常表示一篇文章的結束；又如「▄」作用就融合了現代的逗號與句號，用來表示斷句。汉代许慎把标点符号收入《说文解字》，收了“、”号（丶），解释：「有所绝止、而识之也。」还收了“𠄌”号（𠄌），解释：「钩识也。」清段玉裁注：「钩识者，用钩表识其处也。……今人读书有所钩勒，即此。」
在古人的記載中，也提到了標點符號，《宋史·何基传》如：「凡所读书，无不加标点；义显自明，有不待论说而自见。」清章学诚《丙辰札记》考证：「点句之法，汉以前已有之。」《增韵》云：「凡句绝则点于字之旁，读分则微点于字之间。」因此，中國古代只不過沒有用現代白話文的標點符號，而不是沒有標點符號。
中國古代文書（文言文）一般不加或不常使用标点符号，而是通過語感、語氣助詞、語法結構等斷句；有時會出现歧义、造成对文章字句的误解。例如清人趙恬養增訂解人頤新集中「下雨天留客天留我不留」一句就有7種解釋方法。
又因為古代文書普遍不加標點符號，會給未加訓練者造成閱讀的困難。因此，1919年11月29日，馬裕藻、朱希祖、錢玄同、劉復、周作人、胡適等人聯名提出《請頒行新式標點符號議案》；上海商務印書館1919年2月出版胡適的《中國哲學史大綱》，是用白話和新式標點寫作的第一部「新書」。1920年，在陈独秀、胡适等人的支持下，在上海经营一家小出版社的汪原标点、分段并出版《水浒传》，这是中国首次使用标点符号出版古典书籍。标点符号的使用，对漢語白话文的推广使用起了很大的作用。
1920年2月2日，中華民國教育部以《教育部訓令第五三號》「令京師學務局、各教育廳、各高師校：據國語統一籌備會函送新式標點符號全案請予頒行等因前來查原案內容遠仿古昔之成規近采世界之通則足資文字上辨析義蘊輔助理解之用合亟檢同印刷原案　冊令行該局廳校查照酌量分配轉發所屬學校俾備採用此令。附原案　冊。教育次長代理部務傅嶽棻」。
1951年9月，中华人民共和国中央人民政府出版总署公布《标点符号用法》，9月26日全文刊登在《人民日报》。
1951年10月5日，中央人民政府政务院发布《关于学习标点符号用法的指示》。
1987年4月，中華民國教育部再頒布《重訂標點符號手冊》。
1990年3月，国家语言文字工作委员会、中华人民共和国新闻出版署修订《标点符号用法》。
1995年12月13日，国家技术监督局在1990年版《标点符号用法》的基础上发布“GB/T 15834-1995 标点符号用法”。
1996年6月1日，中华人民共和国国家标准“GB/T 15834-1995 标点符号用法”实施。
2008年12月，中華民國教育部發行《重訂標點符號手冊》修訂版。
2011年12月30日，中华人民共和国国家标准“GB/T 15834-2011 标点符号用法”发布。2012年6月1日，“GB/T 15834-2011 标点符号用法”正式实施。

#### 常用標點符號
中文標點符號所佔的空間大小，通常與漢字一樣。由於兩岸分治，標點符號的具體規範分為如下表兩種。其中，香港沒有成文的標點符號規範，但民間使用的基本和台灣標準相同，有時也會使用中國大陸標準，或二者混用。香港商務印書館出版的詞典（橫式）大多句讀點居中，使用和中國大陸相同的引號。
| 名称                   | 名称           | 名称       | 符号                   | 符号                     | 位置 | 位置                                                                               |
| 中华人民共和国国家标准 | 中華民國教育部 | 別名       | 中华人民共和国国家标准 | 中华民国教育部           | 中华人民共和国国家标准 | 中华民国教育部                                                                     |
| ---------------------- | -------------- | ---------- | ---------------------- | ------------------------ | --- | ---------------------------------------------------------------------------------- |
| 句号                   | 句号           | 句點       | 。                     | 。                       | 佔一个字的位置，橫式居左下，直式居右偏上。兩個問號或驚歎號叠用時，佔一個字位置；三個問號或驚歎號叠用時，佔兩個字位置；問號和驚歎號連用時，佔一個字位置， | 佔一個字的位置，居中。                                                             |
| 问号                   | 问号           |            | ？                     | ？                       | 佔一个字的位置，橫式居左下，直式居右偏上。兩個問號或驚歎號叠用時，佔一個字位置；三個問號或驚歎號叠用時，佔兩個字位置；問號和驚歎號連用時，佔一個字位置， | 佔一個字的位置，居中。                                                             |
| 叹号                   | 驚歎號         |            | ！                     | ！                       | 佔一个字的位置，橫式居左下，直式居右偏上。兩個問號或驚歎號叠用時，佔一個字位置；三個問號或驚歎號叠用時，佔兩個字位置；問號和驚歎號連用時，佔一個字位置， | 佔一個字的位置，居中。                                                             |
| 逗号                   | 逗号           | 逗點       | ，                     | ，                       | 佔一个字的位置，橫式居左下，直式居右偏上。兩個問號或驚歎號叠用時，佔一個字位置；三個問號或驚歎號叠用時，佔兩個字位置；問號和驚歎號連用時，佔一個字位置， | 佔一個字的位置，居中。                                                             |
| 顿号                   | 顿号           |            | 、                     | 、                       | 佔一个字的位置，橫式居左下，直式居右偏上。兩個問號或驚歎號叠用時，佔一個字位置；三個問號或驚歎號叠用時，佔兩個字位置；問號和驚歎號連用時，佔一個字位置， | 佔一個字的位置，居中。                                                             |
| 分号                   | 分号           |            | ；                     | ；                       | 佔一个字的位置，橫式居左下，直式居右偏上。兩個問號或驚歎號叠用時，佔一個字位置；三個問號或驚歎號叠用時，佔兩個字位置；問號和驚歎號連用時，佔一個字位置， | 佔一個字的位置，居中。                                                             |
| 冒号                   | 冒号           |            | ：                     | ：                       | 佔一个字的位置，橫式居左下，直式居右偏上。兩個問號或驚歎號叠用時，佔一個字位置；三個問號或驚歎號叠用時，佔兩個字位置；問號和驚歎號連用時，佔一個字位置， | 佔一個字的位置，居中。                                                             |
| 引号                   | 引号           | （正常）   |                        |                          | 左右符號各佔行中一格 | 左右符號各佔行中一格                                                               |
| 引号                   | 引号           | （内部）   |                        |                          | 左右符號各佔行中一格 | 左右符號各佔行中一格                                                               |
| 括号                   | 夹注号         | 圆括号     | （）                   | 甲式：（ ） 乙式：—— ——  | 左右符號各佔行中一格 | 左右符號各佔行中一格                                                               |
| 括号                   | （非正規符號） | 方括号     | ［］                   | ［］                     | 左右符號各佔行中一格 | 左右符號各佔行中一格                                                               |
| 括号                   | （非正規符號） | 六角括号   | 〔〕                   | 〔〕                     | 左右符號各佔行中一格 | 左右符號各佔行中一格                                                               |
| 括号                   | （非正規符號） | 方头括号   | 【】                   | 【】                     | 左右符號各佔行中一格 | 左右符號各佔行中一格                                                               |
| 破折号                 | 破折号         |            | ——                     | ——                       | 佔兩個字的位置，中間不能斷開，上下居中。兩個省略號連用時佔四個字位置并須單獨佔一行                                                                       | 佔兩個字的位置，中間不能斷開，上下居中。兩個省略號連用時佔四個字位置并須單獨佔一行 |
| 省略号                 | 删节号         |            | ......                 | ⋯⋯                       | 佔兩個字的位置，中間不能斷開，上下居中。兩個省略號連用時佔四個字位置并須單獨佔一行                                                                       | 佔兩個字的位置，中間不能斷開，上下居中。兩個省略號連用時佔四個字位置并須單獨佔一行 |
| 连接号                 |                | 一字线     | －                     | －                       | 佔一个字的位置，上下居中 | 佔一个字的位置，上下居中                                                           |
| 连接号                 | 短横线         | -          | -                      | 佔半个字的位置，上下居中 | 佔半个字的位置，上下居中 |                                                                                    |
| 连接号                 | 浪纹线         | ～         | ～                     | 佔一个字的位置，上下居中 | 佔一个字的位置，上下居中 |                                                                                    |
| 间隔号                 | 间隔号         |            | ·                      | ．                       | 佔半个字的位置，居正中 | 佔一個字的位置，居正中                                                             |
| 書名號                 | 書名號         | 双书名号   |                        |                          | 左右符號各佔行中一格 | 左右符號各佔行中一格                                                               |
| 書名號                 | 書名號         | 单书名号   |                        |                          | 左右符號各佔行中一格 | 左右符號各佔行中一格                                                               |
| 書名號                 | 書名號         | 浪线书名号 | ﹏﹏                   | ﹏﹏                     | 文字下方（直式時左方）畫浪線 | 文字下方（直式時左方）畫浪線                                                       |
| 专名号                 | 专名号         |            | ＿＿                   | ＿＿                     | 文字下方（直式時左方）畫線 | 文字下方（直式時左方）畫線                                                         |
| 着重号                 |                |            | .                      | 無                       | 文字下方（直式時右方）畫點。 | 無此用法。                                                                         |

#### 引號
- 中华人民共和国国家标准：先用雙引號“ ”，内部如需再引用，再用單引號‘ ’，若再需引用，使用雙引號“ ”，以此类推。直式仍保持双引号在外，改用﹃﹄和﹁﹂。 [1]
- 中华民国教育部：先用單引號，内部如需要引用，再用雙引號。而雙引號內部又需要引用，則再用單引號，如此類推。直式用的符号为﹁﹂和﹃﹄。

### 日文
日本的標點符號規範並不統一。政府文件中，僅逗號就有兩種形式，日本官方公文以往直式文書用，改用橫式後，文部省規定使用，但自治省頒布的卻是，而符號則用於數字（全形）千位分隔。現除文化廳及裁判所外，官方乃至一般民間習慣同自治省。日語的讀點橫式時置於方格左下，直式時置於右上。另外還有一些標點的使用沒有規範。
下表列舉常見用法。

### 直式與橫式
|               | 中華民國                      | 中国大陆                               | 香港、 澳門                   | 日本                                                  |
| ------------- | ----------------------------- | -------------------------------------- | ----------------------------- | ----------------------------------------------------- |
| 逗號 句號     | 置於中間                      | 科研文献可用 橫：置於左下 直：置於右上 | ，。 （無嚴格規範）           | 橫：或 置於左下 直： 置於右上                         |
| 驚歎號        | 置於中間                      | 橫：靠左 直：靠右                      | ！ （無嚴格規範）             | 置於中間                                              |
| 頓號          | 置於中間                      | 橫：置於左下 直：置於右上              | 、 （無嚴格規範）             | （） 置於中間                                         |
| 冒號          | 置於中間                      | 橫：靠左 直：靠右                      | ： （無嚴格規範）             | 橫：置於中間 直：旋轉90°                              |
| 省略號        | 置於行中 直：旋轉90°          | 置於行中                               | 同左 （無嚴格規範）           | 或 置於行中 直：旋轉90°                               |
| 引號          | 橫： 直：                     | 橫： 直：                              | （無嚴格規範）                | 橫： 直：（無嚴格規範）                               |
| 着重号        | 無此用法                      | . 橫：置於字下 直：置於字右            | . 橫：置於字下 直：置於字右   | （無嚴格規範，惟習慣上橫時置於字上，直時置於字右）    |
| 专名号 下划线 | ＿ 橫：置於字下，直：置於字左 | ＿ 橫：置於字下，直：置於字左          | ＿ 橫：置於字下，直：置於字左 | ＿ （無嚴格規範，惟習慣上橫時置於字下，直時置於字右） |

## 英文标点符号
- 句点 full stop：“.”
- 问号 question mark：“?”
- 驚歎号 exclamation mark：“!”
- 逗号 comma：“,”
- 冒号 colon：“:”
- 省略號 ellipsis：“…”
- 分号 semicolon：“;”
- 连字符 hyphen：“-”
- 連接号 en dash：“–”
- 破折号 em dash：“—”
- 括號 brackets：
  - 小括號 parentheses; round brackets：“( )”[9]
  - 中括號 square brackets：“[ ]”[10]
  - 大括號 braces; curly brackets：“{ }”[11]
- 引号 quotation marks：
  - 雙引號 double quotation marks：“"”
  - 單引號 single quotation marks：“'”[12]
- 撇号 apostrophe：“'”
- 斜杠 slash：“/”

## 外部連結
- （简体中文）中华人民共和国国家标准标点符号用法 （页面存档备份，存于） - 中华人民共和国教育部
- （繁體中文）重訂標點符號手冊 （页面存档备份，存于） - 中華民國教育部
- （繁體中文）撰稿原則與稿件格式．標點符號規則 （页面存档备份，存于） - 中華民國科技部
- （繁體中文）關於修訂發佈《標點符號用法》的聯合通知 （页面存档备份，存于） - 中華人民共和國新聞出版署 國家語言文字工作委員會

| ISO基本拉丁字母                                                                       | ISO基本拉丁字母 | ISO基本拉丁字母 | ISO基本拉丁字母 | ISO基本拉丁字母 | ISO基本拉丁字母 | ISO基本拉丁字母 | ISO基本拉丁字母 | ISO基本拉丁字母 | ISO基本拉丁字母 | ISO基本拉丁字母 | ISO基本拉丁字母 | ISO基本拉丁字母 | ISO基本拉丁字母 | ISO基本拉丁字母 | ISO基本拉丁字母 | ISO基本拉丁字母 | ISO基本拉丁字母 | ISO基本拉丁字母 | ISO基本拉丁字母 | ISO基本拉丁字母 | ISO基本拉丁字母 | ISO基本拉丁字母 | ISO基本拉丁字母 | ISO基本拉丁字母 | ISO基本拉丁字母 |
| ------------------------------------------------------------------------------------- | --------------- | --------------- | --------------- | --------------- | --------------- | --------------- | --------------- | --------------- | --------------- | --------------- | --------------- | --------------- | --------------- | --------------- | --------------- | --------------- | --------------- | --------------- | --------------- | --------------- | --------------- | --------------- | --------------- | --------------- | --------------- |
| Aa                                                                                    | Bb              | Cc              | Dd              | Ee              | Ff              | Gg              | Hh              | Ii              | Jj              | Kk              | Ll              | Mm              | Nn              | Oo              | Pp              | Qq              | Rr              | Ss              | Tt              | Uu              | Vv              | Ww              | Xx              | Yy              | Zz              |
| 历史 • 古文字变体 • 连字 • 衍生字母 • 附加符号 • 标点符号 • 数字 • Unicode • 字母列表 |                 |                 |                 |                 |                 |                 |                 |                 |                 |                 |                 |                 |                 |                 |                 |                 |                 |                 |                 |                 |                 |                 |                 |                 |                 |